# Museo del Po (Revere)
Il Museo del Po è un museo ubicato nel municipio di Revere, nel comune di Borgo Mantovano in provincia di Mantova.  È dedicato al fiume Po, al suo territorio e alle sue genti. È riconosciuto come museo di interesse regionale. 
Il museo è allestito nel Palazzo Ducale, edificato su una fortezza, già presente dal XII secolo, tra il 1447 e il 1478 per volontà del marchese di Mantova Ludovico III Gonzaga ed ebbe nell'architetto fiorentino Luca Fancelli la sua esecuzione. 

## Storia e descrizione
Il Museo del Po di Revere venne fondato nel 1983 ed ha come tema principale il Fiume Po e le sue genti. È allestito nel Palazzo Ducale, edificato su una fortezza, già presente dal XII secolo, tra il 1447 e il 1478 per volontà del marchese di Mantova Ludovico III Gonzaga ed ebbe nell'architetto fiorentino Luca Fancelli la sua esecuzione.
Il Museo offre una serie di percorsi che vanno dalla Preistoria, ai Romani al XX secolo e raccolgono testimonianza delle varie civiltà vissute sul Grande Fiume. 

## Percorso

### Il Museo del Po
Ospita undici sale contenenti testimonianze della storia del fiume, degli animali che lo popolano e della storia delle sue genti:
- Il castello e il suo committente
- La sala multimediale, la Preistoria e la Protostoria
- Dai Romani all'Umanesimo
- Revere nel XX secolo
- Le imbarcazioni e la navigazione
- i ponti di barche sul Po
- I mulini natanti e gli opifici idraulici
- Il territorio di Revere nella cartografia antica e moderna
- La caccia e la pesca nel territorio
- L'avifauna e la fauna
- Il "Premio Revere".
- Fontinalia Museum - Miti e simboli delle acque

### Il Mulino Natante
Appendice esterna del museo è il Mulino Natante che si trova sul fiume Po, a pochi passi da Palazzo Ducale. 
Costruito in legno, posizionato su due scafi e riadattando la struttura dei mulini, il Mulino Natante, utilizzava la forza delle correnti per macinare il mais e il frumento. 

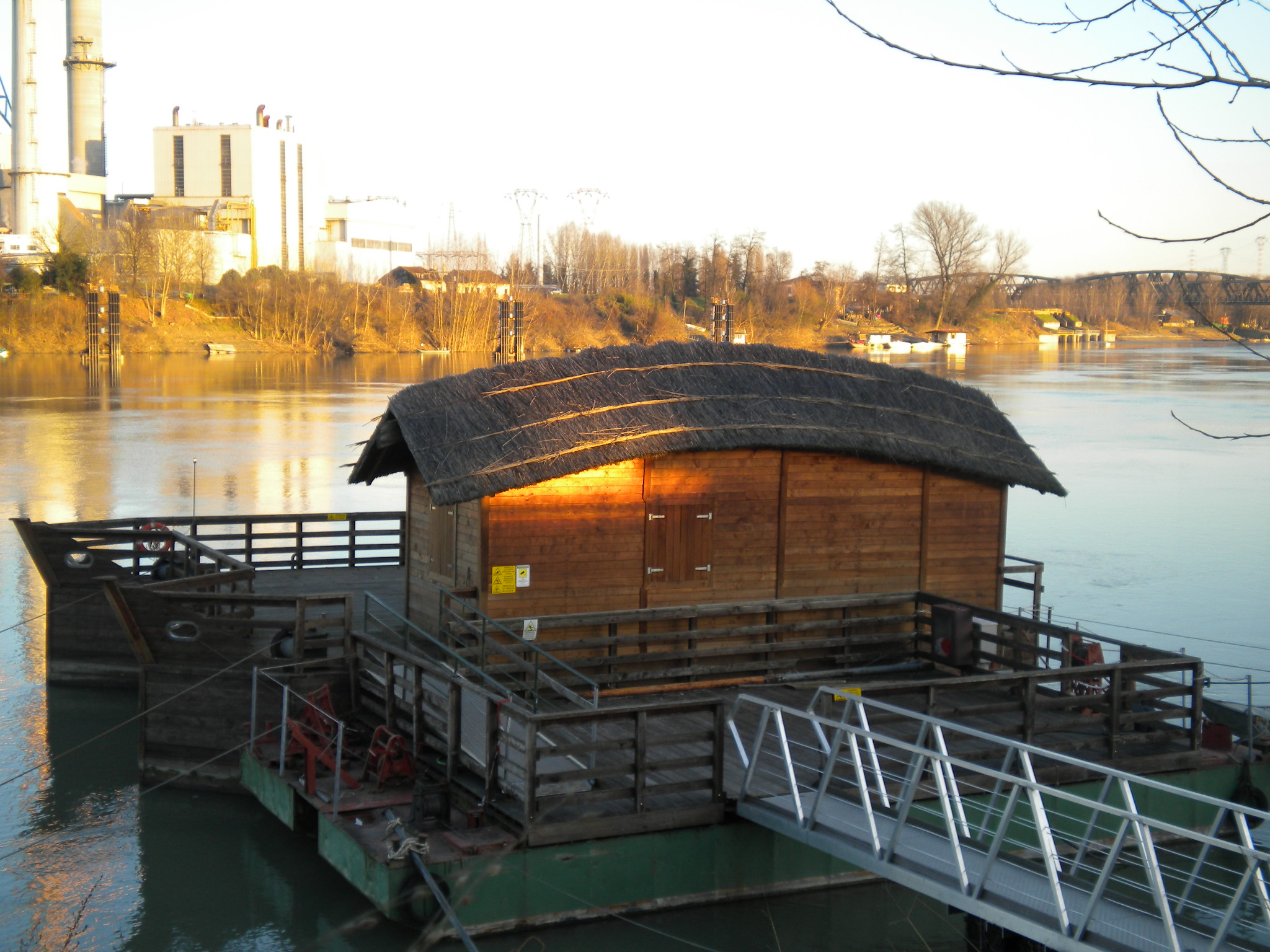
Mulino natante Revere

### La collezione Pecorari
La collezione Pecorari presenta una collezione di volumi, riviste, articoli di giornale e fotografie relativi al Cinema. L'esposizione è stata allestita grazie al lascito di Mario Pecorari che donò all'ex comune di Villa Poma questa importante collezione. 